# Ateuchus carbonarium
Ateuchus carbonarium är en skalbaggsart som beskrevs av Edgar von Harold 1868. Ateuchus carbonarium ingår i släktet Ateuchus och familjen bladhorningar. Inga underarter finns listade.